# Neochrysotypus mysticus
Neochrysotypus mysticus är en fjärilsart som beskrevs av Paul E. Whalley 1971. Neochrysotypus mysticus ingår i släktet Neochrysotypus och familjen Thyrididae. Inga underarter finns listade i Catalogue of Life.